# Cacopsylla saliceti
Cacopsylla saliceti är en insektsart som först beskrevs av W. Foerster 1848.  Cacopsylla saliceti ingår i släktet Cacopsylla och familjen rundbladloppor.
Artens utbredningsområde är Iran. Inga underarter finns listade i Catalogue of Life.